# Empalme Villa Constitución
Empalme Villa Constitución är en ort i Argentina.   Den ligger i provinsen Santa Fe, i den centrala delen av landet, 240 km nordväst om huvudstaden Buenos Aires. Empalme Villa Constitución ligger 27 meter över havet och antalet invånare är 5 890.
Terrängen runt Empalme Villa Constitución är mycket platt. Runt Empalme Villa Constitución är det ganska glesbefolkat, med 27 invånare per kvadratkilometer.. Närmaste större samhälle är Villa Constitución, 5,9 km nordost om Empalme Villa Constitución. 
Trakten runt Empalme Villa Constitución består till största delen av jordbruksmark.